# Bahnhof München Süd
Der Bahnhof München Süd (auch Südbahnhof) ist ein Bahnhof in München. Er liegt an den Bahnstrecken München–Rosenheim und München-Laim–München Süd, im Westen des Stadtteils Ludwigsvorstadt-Isarvorstadt im Schlachthofviertel. Von der Einstellung des Personenverkehrs 1985 bis zur Inbetriebnahme der Autoreisezuganlage 2025 war der Bahnhof ein reiner Güterbahnhof.

## Geschichte
Mit der zum 15. März 1871 eröffneten Bahnstrecke München–Rosenheim entstand auf dem von Beginn an zweigleisigen Abschnitt vom Münchner Hauptbahnhof zum Ostbahnhof eine zunächst als Thalkirchen bezeichnete Zwischenstation, die seit dem 15. Oktober 1876 den Namen München Süd trägt. Frühe Planungen, hier nur Güter abzufertigen, wurden zugunsten eines vollwertigen, mit einem repräsentativen Empfangsgebäude ausgestatteten Bahnhofs verworfen. Zur Umgehung des als Kopfbahnhof ausgeführten Hauptbahnhofs zweigte hier ab 1875 eine eingleisige Verbindung nach Pasing ab, aus der 1893 die heutige zweigleisige Bahnstrecke München-Laim–München Süd hervorging.
Vom Südbahnhof aus erfolgten 1942 die ersten größeren Deportationen von Juden ins Ghetto Theresienstadt. So am 4. Juni 1942, als ein Teil der Belegschaft und alle Patienten des Israelitischen Kranken- und Schwesternheims in einem Möbelwagen zum Südbahnhof gebracht wurden.
Die Münchner Lokalbahn Aktien-Gesellschaft (LAG) erbaute ab 1891 die Isartalbahn München–Bichl, deren nördlicher Endpunkt ab 1892 der so genannte Isartalbahnhof südöstlich des Bahnhofs München Süd war. Die zunächst vorgesehene Ansiedlung auf Höhe der Dreimühlenstraße, die eine Querung von Staatsbahn und LAG am östlichen Ende des Südbahnhofs vorsah, wurde durch die Stadt München abgelehnt. Für den Güterverkehr entstand eine Verbindungskurve zwischen den beiden Stationen, die nach der schrittweise zwischen 1964 und 1989 erfolgten Einstellung des Streckenabschnitts zwischen München-Isartalbahnhof und Großhesselohe-Isartalbahnhof als Anschlussgleis des Gasheizkraftwerks Süd erhalten blieb.
Seit 1967 ist am Bahnhof München Süd ein Spurplandrucktastenstellwerk der Standardbauart Sp Dr S60 von Siemens in Betrieb. Das Stellwerk ist in einem fünfgeschossigen Bau im westlichen Bahnhofsbereich untergebracht, der sich südlich der Gleise neben der Unterführung der Lindwurmstraße befindet. Die Weichen und Signale werden über zwei Stelltische gestellt, von denen einer nur dem Rangierbetrieb dient.

### Güterverkehr
Vor der Eröffnung des Rangierbahnhofs München-Laim (1892/93) übernahm der Bahnhof München Süd wesentliche Zugbildungsaufgaben für den Ferngüterverkehr der Strecken nach Simbach und Rosenheim. Der lokale Güterumschlag nahm lange Zeit eine wichtige Rolle in der Nahrungsmittelversorgung der Stadt München ein, da 1878 der städtische Viehhof und 1912 die Großmarkthalle in der Nachbarschaft des Südbahnhofs eröffnet wurden. Da der Bahnhof selber noch viele Gleise besitzt, wird er häufig zum Abstellen von Bauzügen genutzt.
Stand 2022 befinden sich am Bahnhof München Süd stets zwei Lokomotiven der Baureihe 294, welche Übergabezüge aus dem Bahnhof München Nord bis zu drei Mal am Tag überführen. Die Lokrangierführer der Einsatzstelle München Süd bedienen unter anderem Kundenanschlüsse in Pasing, Freiham, Höllriegelskreuth, Feldkirchen, Heimstetten und Wolfratshausen beziehungsweise Geretsried.

### Personenverkehr
Mit der Eröffnung des U-Bahnhofes Poccistraße am 28. Mai 1978 wurde der Personenverkehr stark eingeschränkt. Die Personenbeförderung ging auf die U-Bahn über, die in der Nähe den von den Linien U3 und U6 angefahrenen Haltepunkt Poccistraße bedient. Seit 1. Juni 1985 halten am Südbahnhof keine Personenzüge mehr.
Das ehemalige Empfangsgebäude aus dem Jahr 1870 wurde im Juli 2004 abgerissen. Nur die Bahnsteige sind teilweise noch vorhanden.
Vorschläge zur Führung einer zweiten S-Bahn-Stammstrecke über den Münchner Südring sahen unweit des alten Südbahnhofes einen Neubau mit Verknüpfung zur U-Bahn-Station Poccistraße vor. Diese Planungen im Jahr 2001 wurden zugunsten eines zweiten Stammstreckentunnels abgelehnt. Kritiker des Tunnels sehen jedoch weiterhin den Ausbau des Südrings als Alternative. Diese wurde jedoch von offizieller Seite auf Basis mehrerer vergleichender Studien, zuletzt 2009, abgelehnt. Der Neubau eines Regionalzughaltes Poccistraße wird jedoch weiterhin verfolgt.

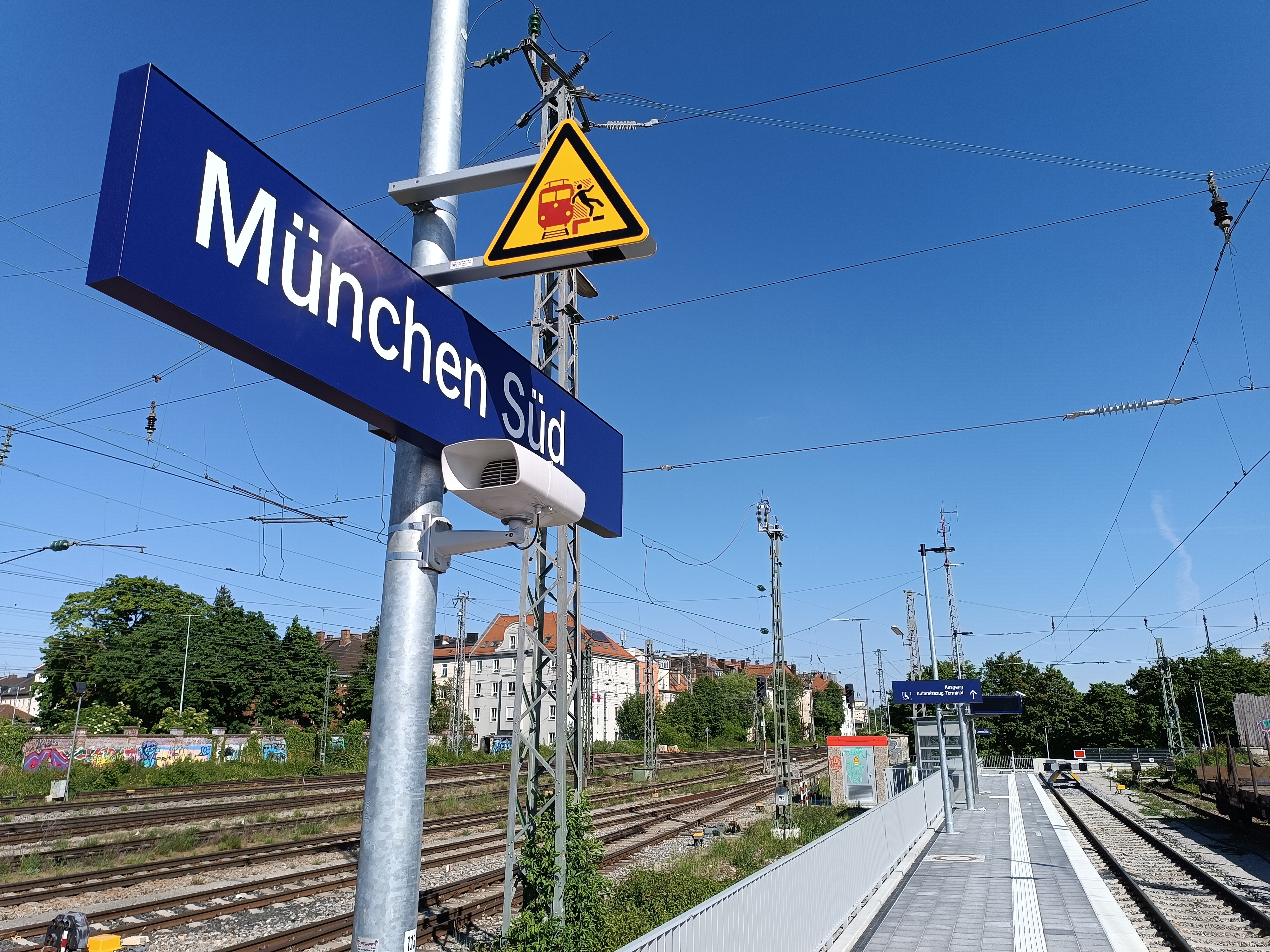
Bahnsteig der Autoverladung, 2025

Im Bahnhof wurde in 14 Monaten Bauzeit eine über die Thalkirchner Straße zugängliche Verladeanlage für Autoreisezüge, bestehend aus einem 243 Meter langen Verladegleis mit Kraftfahrzeug-Verladerampe und aus einem Personenbahnsteig gebaut, um den Standort im Bahnhof München Ost zu ersetzen. Am 31. März 2025 nahm die Deutsche Bahn die Autoreisezuganlage München Süd in Betrieb. Der erste Autoreisezug verkehrte am 15. Mai 2025.